# 交脛人
交脛人（こうけいじん）は中国に伝わる伝説上の人種である。交股（こうこ）とも。古代中国では南方に位置する国に棲んでいたとされる。

## 概説
古代中国の地理書『山海経』の海外南経によると、交脛国は貫匈国の東にあり、交脛人は人間の姿をしているが常に脛が交叉しているという。

## 交脛人の登場する作品
葛飾北斎『北斎漫画』
第3編（1815年）に描かれている。